# Javorník (ort i Tjeckien, Pardubice, lat 49,89, long 16,16)
Javorník är en ort i Tjeckien.   Den ligger i regionen Pardubice, i den centrala delen av landet, 130 km öster om huvudstaden Prag. Javorník ligger 391 meter över havet och antalet invånare är 247.
Terrängen runt Javorník är huvudsakligen platt, men västerut är den kuperad. Runt Javorník är det ganska tätbefolkat, med 100 invånare per kvadratkilometer. Närmaste större samhälle är Ústí nad Orlicí, 19,4 km nordost om Javorník. Trakten runt Javorník består till största delen av jordbruksmark.